# 1882年のスポーツ
- 年度別スポーツ記事一覧

## 競馬
南アフリカ共和国にて南アフリカジョッキーズクラブが創設。
アルゼンチンにてアルゼンチンジョッキークラブが創設。

日本にて明治天皇も観戦を行った興農競馬会社主催の競馬を開催。

## ゴルフ

### 世界4大大会（男子）
- 全英オープン優勝者：ボブ・ファーガソン（イギリス）

## サッカー

### イングランド
- FAカップ決勝

オールド・イートニアンズ 1-0 ブラックバーン・ローヴァーズ

## 柔道
- 嘉納治五郎、東京下谷稲荷町の永昌寺に柔道場を開く

## テニス

### グランドスラム
- ウィンブルドン　男子単優勝：ウィリアム・レンショー（イギリス）
- 全米選手権　男子単優勝：リチャード・シアーズ（アメリカ）

## ボート
- オックスフォード・ケンブリッジ大学対抗レガッタ優勝：オックスフォード大学

## 野球

### アメリカ大リーグ
- プロ野球リーグアメリカン・アソシエーション結成
- ナショナルリーグ優勝：シカゴ・ホワイトストッキングス
- アメリカン・アソシエーション優勝：シンシナティ・レッズ

## 誕生
- 1月31日 - ジョージ・ボンハーグ（アメリカ、陸上競技、+1960年）
- 2月6日 - ワルター・ヤコブソン（フィンランド、フィギュアスケート、+1957年）
- 3月15日 - ジェームズ・ライトボディ（アメリカ、陸上競技、+1953年）
- 5月30日 - ウィンダム・ハルスウェル（イギリス、陸上競技、+1915年）
- 6月9日 - ボビー・カー（カナダ、陸上競技、+1963年）
- 6月24日 - カール・ディーム（ドイツ、体育学者、+1962年）
- 8月26日 - カルロ・ガレッティ（イタリア、自転車競技、+1949年）
- 9月24日 - マックス・デキュジス（フランス、テニス、+1978年）
- 10月18日 - ルシアン・プチブルトン（フランス、自転車競技、+1917年）
- 11月3日 - ジョン・テイラー（アメリカ、陸上競技、+1908年）
- 11月17日 - モーリス・ジェルモー（フランス、テニス、+1958年）